# 감비아 달라시
감비아 달라시는 감비아의 통화이다. 1 감비아 달라시는 100 부투트로 나뉜다. 달라시는 1971년 채택되었다. 감비아 달라시는 감비아 파운드를 1 파운드 = 5 달라시의 비율로 대체하였다. (즉, 1 달라시 = 0.2 파운드 = 4 실링)

## 동전

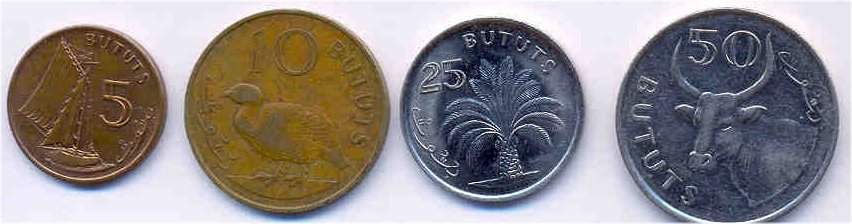
5, 10, 25, 50 부투트 동전

1971년, 1, 5, 10, 25 와 50 부투트, 1 달라시 동전이 도입되었다. 50, 25, 10부루트의 경우 이전에 쓰이던 1, 2, 4실링의 디자인을 그대로 썼다.
새 1 달라시 동전은 1987년에 도입되었는데, 영국의 50 펜스를 모델로 하여 만들었다.
단지 25, 50 부투트 와 1 달라시 동전만이 현재 유통되고 있는데, 1, 5, 10 부루트 동전은 1998년 발행권으로 아직까지 유통 중이다.

## 지폐
현재 유통되고 있는 지폐는 5, 10, 25, 50, 100 달라시 지폐가 있다. 1 달라시 지폐는 1971년에서 1987 사이에 발행되었다. 지금 지폐는 1996년에 발행되었고 2001년에 지폐를 증쇄했다.
2006년 7월 27일, 새 지폐가 비슷한 디자인으로 발행되었으나 위조 방지 기능이 추가되었다..

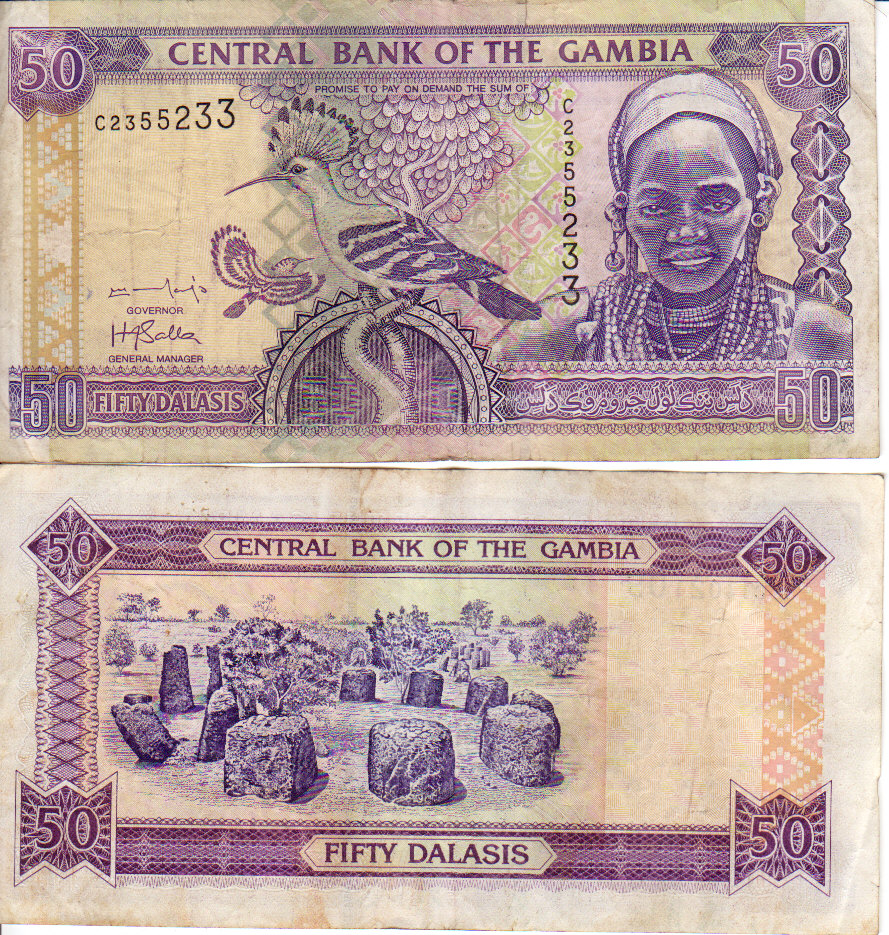
50 달라시 지폐

## 같이 보기
- 감비아의 경제